# Joe Palma
Joe Palma (nacido como Joseph Provenzano el 17 de marzo de 1905 y fallecido el 17 de agosto de 1994) fue un actor de cine estadounidense. Palma apareció en más de ciento veinte películas entre 1937 y 1968. Actuaba como actor de reparto en Los Tres Chiflados y como miembro de éstos como doble de Shemp en cuatro cortometrajes producidos tras la muerte de éste, conocido posteriormente como el "Falso Shemp".

## Primeros años
Palma nació y creció en Nueva York, y trabajó como funerario en el Provenzano Funeral Home, propiedad de sus padres. Eventualmente, Hollywood le llamó, y Palma se dirigió al oeste. Se unió a la compañía de actuación de Columbia Pictures en 1937 y tuvo decenas de pequeños papeles por más de treinta años.
Con su delgada complexión, pelo negro cepillado, y aspecto modesto. Joe Palma casi siempre tuvo un papel de imprevisto. Por lo general, era actor de reparto, y como mucho, sólo se le dio unas cuantas líneas de diálogo. Por ejemplo en la comedia Beer Barrel Polecats de Los Tres Chiflados de 1945, Palma interpreta a un convicto enojado a quien Curly se atreve a meterle un puñetazo en la nariz.
Palma se puede vislumbrar en todo tipo de películas, incluyendo dramas, comedias musicales, películas épicas, películas de vaqueros, cortos de series y comedias. Varias de sus actuaciones consistían en lo siguiente:
-Un guardafrenos del ferrocarril recogiendo a un fugitivo Scotty Beckett en The Jolson Story.
-Un detective de paisano realizando una identificación positiva en el musical de Jean Porter, Little Miss Broadway.
-Un bandido desafiando a la autoridad en Guns a Poppin en Los Tres Chiflados.
-Un camarero en la producción de Sam Katzman, Rock Around the Clock.
El papel más importante de Palma fue en el corto de Schilling & Lane, Training for Trouble, en el que Palma ensaya un dialecto judío: "éstos son Goldstein, Goldberg, Goldblatt y O'Brien, agentes de reserva. O'Brien hablando". (Un gag tomado de A Pain in the Pullman de Los Tres Chiflados).

## "Falso Shemp"
Hoy en día, Palma es más conocido como el doble póstumo de Shemp. En 1955, Shemp miembro de Los Tres Chiflados murió de un infarto agudo de miocardio. En ese momento los Chiflados todavía tenían cuatro cortometrajes por cumplir con su contrato anual con Columbia Pictures. Para 1955, los recortes de presupuestos, los habían obligado a utilizar metrajes de cortometrajes anteriores como una cuestión de supervivencia. Como resultado, los Chiflados lograron completar las cuatro películas sin Shemp. Para ello, Palma fue maquillado para parecerse al difunto Chiflado, con peluca, y sería filmado sólo de espaldas y de costados. En ocasiones, Palma estuvo obligado a añadir una breve línea de diálogo o sonido (más notablemente en Hot Stuff). Las pocas nuevas escenas en las que Palma apareció fueron editadas conjuntamente con el material reciclado que contenía al verdadero Shemp, y nacieron "nuevas" películas.

## Últimos años
Palma pasó sus últimos años en la industria del entretenimiento como asistente de Jack Lemmon. Aparece como el "Señor Palma" el cartero en la comedia de Lemmon, Good Neighbor Sam de 1964 para Columbia. Su última aparición en una película fue en la película de humor negro de Jack Lemmon, La extraña pareja de 1968 para Paramount.
Murió de causas naturales el 14 de agosto de 1994, a los 89 años.

## Filmografía seleccionada
- Goofs and Saddles (1937)
- Adventure in Sahara (1938)
- Blondie Brings Up Baby (1939)
- From Nurse to Worse (1940)
- A Blitz on the Fritz (1943)
- Louisiana Hayride (1944)
- Pick a Peck of Plumbers (1944)
- Boston Blackie Booked on Suspicion (1945)
- If a Body Meets a Body (1945)
- A Hit with a Miss (1945)
- Las campanas de Santa María (1945)
- Beer Barrel Polecats (1946)
- Three Loan Wolves (1946)
- Three Little Pirates (1946)
- Boston Blackie and the Law (1946)
- Sing a Song of Six Pants (1947)
- Shivering Sherlocks (1948)
- Squareheads of the Round Table (1948)
- Fiddlers Three (1948)
- I'm a Monkey's Uncle (1948)
- Malice in the Palace (1949)
- Punchy Cowpunchers (1949)
- Hugs and Mugs (1950)
- Fraidy Cat (1951)
- Income Tax Sappy (1954)
- Musty Musketeers (1954)
- Pals and Gals (1954)
- Knutzy Knights (1954)
- Shot in the Frontier (1954)
- Fling in the Ring (1954)
- Stone Age Romeos (1955)
- Hook a Crook (1955)
- Rumpus in the Harem (1955)
- Hot Stuff (corto) (1956)
- Scheming Schemers (1956)
- Commotion on the Ocean (1956)
- Hoofs and Goofs (1956)
- Guns a Poppin (1956)
- Outer Space Jitters (1957)
- Fifi Blows Her Top (1958)
- Flying Saucer Daffy (1958)
- Sappy Bull Fighters (1958)
- La carrera del siglo (1959)
- Good Neighbor Sam (1964)
- La extraña pareja (1968)